# Baltasar Forteza Valleriola
Baltasar Forteza Valleriola   (Palma, 1897 - Palma, 1953) fou un empresari, polític regionalista i impulsor cultural mallorquí.
Com a industrial forner va ser propietari del forn i fàbrica de galetes ubicat al carrer de la borseria de Palma, en el que des de 1844 es fabricaven les populars "galletes Cetre".
Afiliat al Centre Autonomista del que va ser tresorer, fou elegit regidor de l'Ajuntament de Palma pel grup regionalista-autonomista en representació del Districte Primer a les eleccions del 12 d'abril de 1931. Com a regidor es manifestà en contra de l'acord pel que l'Ajuntament no participar en els actes religiosos de la Conquesta de Mallorca. El 1936 va ser un dels signats de la "resposta als catalans"
Va ser President de l'Orfeó Mallorquí, soci de l'Associació per la cultura de Mallorca, directiu d'Acció Catòlica, delegat de la ONCE, president del Cercle d'obrers catòlics i membre de diverses organitzacions catòliques. També després de la guerra va ser cap del "Sindicato de fabricantes de galletas, pasteles, panaderias e industrias semejantes" i delegat de l'organització sindical "Educación y descanso". Un carrer de Palma porta el seu nom.